# Мотиль Володимир Якович
Мотиль Володимир Якович (26 червня 1927, Лепель — 21 лютого 2010, Москва) — радянський, російський кінорежисер, сценарист. Лауреат Державної премії Таджицької РСР (1964) і Росії (1998). Заслужений діяч мистецтв РРФСР (1992). Народний артист Росії (2003).

## Життєпис

### Батьки
- Батько Мотиль Яків Данилович (1901—1931), уродженець Варшавської губернії, пізніше працював слюсарем на заводі «Комунар» в місті Мінськ. За радянщину за підозрою в недоведеному шпигунстві арештований та засланий у концтабір Соловки, де й був убитий у віці 30 років
- Мати Левіна Берта Антонівна, закінчила Петроградський педагогічний інститут імені Герцена. Працювала викладачкою в колонії безпритульних малолітніх дітей-злочинців, якою керував Макаренко Антон Семенович (1888—1939), пізніше — уже в засланні — завучем в дитячому будинку для дітей репресованих так званих «ворогів народу» в місті Оса Пермської області.
- Репресовані були і батьки матері, що відбули заслання на Дальньому Сході СРСР. Вони, як євреї, загинули в фашистському концтаборі після захоплення Білорусі Німеччиною у 2-гу світову війну.

### Ранні роки і навчання
Народився 26 червня 1927 р. в Лепелі (Білорусь). Дитячі роки провів з матір'ю на засланні в Пермській області.
Закінчив Свердловський театральний інститут (1948, акторський факультет), а потім — Уральський театральний інститут та Уральський університет (1957, історичний факультет).

### Початок роботи
Працював режисером в Свердловському драматичному театрі, в Сталіногорську (перейменованому у Новомосковськ, Тульська обл.), в театрі Нижнього Тагілу. З 1955 р. — головний режисер Свердловського театру юного глядача. У 1957 р. почав працювати режисером на Свердловській кіностудії.
Створив на студії «Таджикфільм» кінокартину «Діти Паміра» (1963), а на «Ленфільмі» — «Біле сонце пустелі» (1969), «Зірка полонячого щастя» (1975). З 1976 р. став художнім керівником телевізійного об'єднання «Екран».
Співавтор сценарію і режисер української стрічки «Жив-був Шишлов» (1988, 2 с).
Лауреат Державної премії Таджицької СРСР імені Рудакі за кінострічку «Діти Паміра» (1964 р.)
Лауреат Державної премії Російської Федерації в галузі літератури та мистецтв за кінострічку «Біле сонце пустелі» (1998).
У 2004 р. знато фільм «Кривавий колір снігопаду», що створений на реальних фактах сталінського покарання і заслання своїх батьків. Праця над кінострічкою розтяглася на шість років. Прем'єрний показ відбувся лише після смерті кінорежисера у 2010 р.
У 2006 р. виступив як співавтор книги «Автограф століття».
Помер 21 лютого 2010 р. в лікарні в Москві. Похований на Востряківському кладовищи.

### Утиски радянської цензури
- У 1967 р. військовий за тематикою фільм «Женя, Женечка і „Катюша“» викликав скандал у радянських цензорів. Кіночиновник виніс вердікт-вирок, що Мотиль у радянському кіно більше не працюватиме. Але якось обійшлося.

- Невдоволення викликала і кінострічка «Біле сонце пустелі», і запрошення на зйомки хворого актора Павла Луспекаєва. Фільм повезли на показ Генсеку Брежнєву Л. І. І лише його особистий дозвіл зняв останню цензурну заборону на кінопрокат.

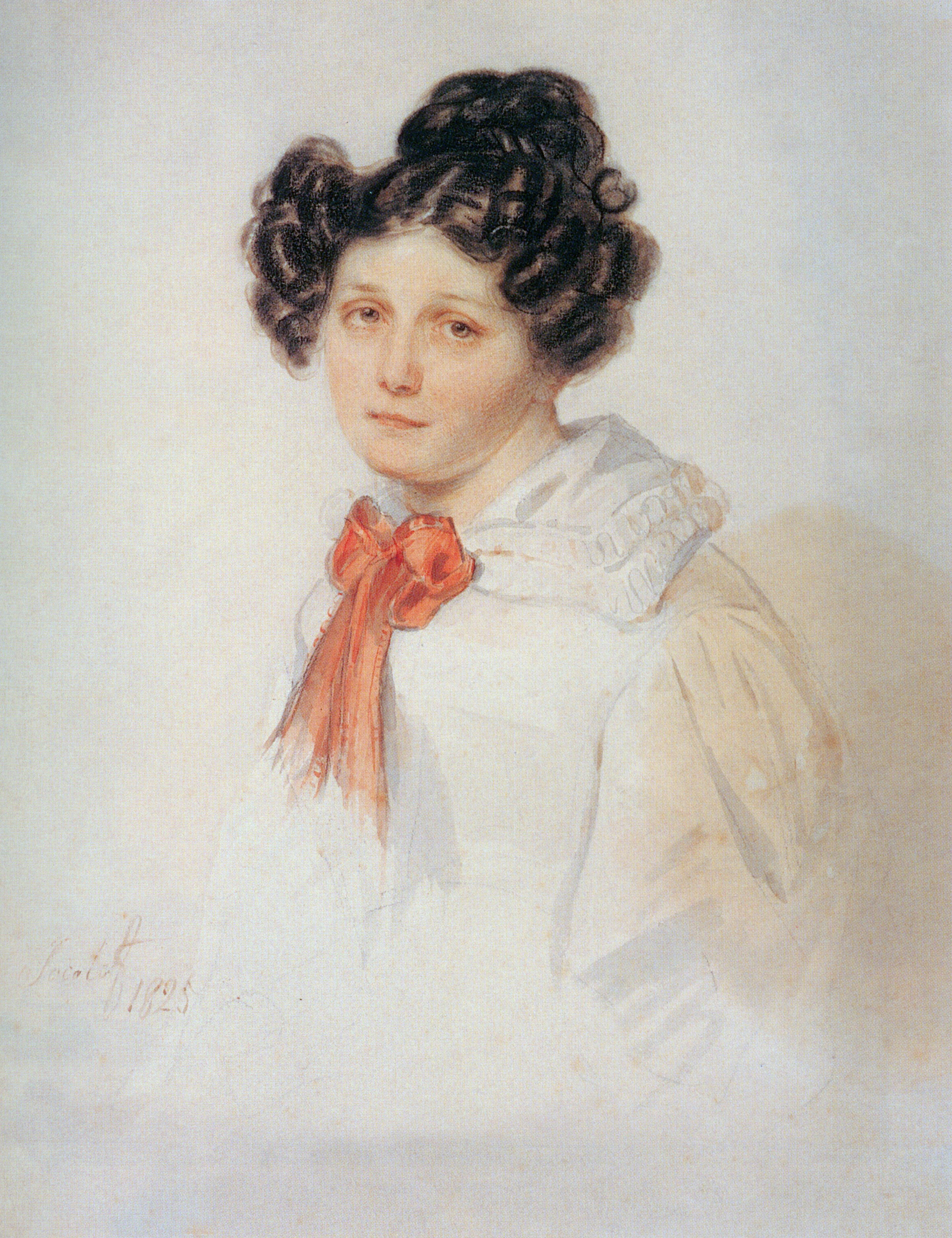
Худ. Соколов. Анненкова Параска Єгорівна, до шлюбу — Поліна Гебль.

- Мотиль п'ять років шукав новий матеріал для кінострічки, зупинившись на темі «Декабристи». Був написаний сценарій за твором письменника Тинянова Юрія Миколайовича (1894—1943) «Кюхля». Сценарій читали у ЦК Компартії СРСР і — заборонили до постановки. Кінорежисер не відсахнувся від теми, бо натрапив на спогади Поліни Гебль (Анненкова Параска Єгорівна), дружини Анненкова Івана Олександровича, француженки за походженням. Мотиль приготував новий сценарій про їх кохання з назвою " Комета — моє кохання ". І новий сценарій заборонили до виробництва. Лише нове звертання у Обком компартії Ленінграда і запит звідти міністру кінематографії Гармашу пробили заборону. Кінострічку створили на «Ленфільмі», але з запрошених 3,5 мільйони рублів дали тільки 1,5, адже кінострічка була про дворян, що не мали ніяких переваг у порівнянні з професійними революціонерами-більшовиками …

### Фільмографія
- Діти Паміра (1962)
- Женя, Женечка і «Катюша» (1967)
- Біле сонце пустелі (1969)
- Зірка привабливого щастя (1975)
- Ліс (1980)
- Неймовірне парі (1984)
- Жив-був Шишлов (1987)
- Розлучимося, поки хороші (1991)
- Несуть мене коні... (1996)
- Кривавий колір снігопаду (2010) та ін.